# NGC 2330
NGC 2330 este o galaxie eliptică situată în constelația Linxul. A fost descoperită în 2 ianuarie 1851 de către William Parsons, 3rd Earl of Rosse⁠(d). Se află la o distanță de 80,17 de megaparseci de Pământ.